# Пьотър Висоцки
Пьотър Висоцки (на полски: Piotr Wysocki) е полски офицер и национален герой, инициатор на Ноемврийското въстание срещу руското владичество от 1830 година.

## Биография
Висоцки постъпва в армията на Полското кралство (полуавтономно образувание в състава на Руската империя) през 1818 година. От 1827, с чин подпоручик, е инструктор в пехотно училище във Варшава. В края на 1828 година основава тайна революционна организация от кадети и интелигенти, с която цели да извоюва независимостта на Полша. Разкритията на руската тайна полиция и опасността от арести го кара да вдигне съзаклятниците на оръжие в нощта на 29 срещу 30 ноември 1830 година. С това е дадено началото на масово въстание във Варшава, което се разраства по-късно в националноосвободителна война.
Висоцки участва в битката при Грохов през февруари 1831. При отбраната на Варшава през септември същата година командва батальон. В битката е ранен и попада в плен. Заради измяната на клетвата, дадена на руския цар, Висоцки е осъден на смърт. Присъдата е заменена с дългогодишна каторга в Сибир, от която Висоцки се завръща в Полша през 1857 година.
Разказът му за избухването на Ноемврийското въстание е публикуван от полски емигранти в Париж през 1867 година.